# Hawaii Hit FM
Hawaii Hit FM was een radio-organisatie die programma's verzorgde voor de lokale omroepstichtingen van de (inmiddels voormalige) gemeenten Aalburg (Stichting Aalburg Lokaal) en Ammerzoden (LOSA).
Op 13 mei 1992 ging de eerste uitzending voor de gemeente Aalburg van start. Op 9 maart 1994 begonnen ook de uitzendingen in de gemeente Ammerzoden. Met twee FM-frequenties voor de gemeente Aalburg (FM 106,4 en 107,5 MHz) was de zender te ontvangen in het Land van Heusden en Altena, de Langstraat en Bommelerwaard.